# Los Bravos
Los Bravos són un grup de música rock nascut als anys 60. Es tracta d'un dels pocs grups de rock espanyols que han tingut repercussió internacional, gràcies sobretot al seu gran èxit Black Is Black (1966).
La bona pronunciació en llengua anglesa del carismàtic cantant, l'alemany Michael Volker Kogel (des de la seva separació dels Bravos el 1969 conegut com a Mike Kennedy), va ser un dels principals trumfos amb les quals va comptar el grup a l'hora d'"exportar" les seves cançons, així com la presència escènica i la poderosa veu d'aquest, que al públic nord-americà li recordava la de Gene Pitney, una altra estrella Rock del moment.

## Història

### Naixement
El grup es va crear el 1965, després d'una trobada a la discoteca Jaima a Cala Major (Palma) de membres de Los Sonor, grup de Madrid en el qual militaven el guitarrista Antonio Martínez i el teclista Manuel Fernández Aparicio, i de Mike and The Runaways, que després de la seva estada i experiències musicals a Alemanya des de novembre de 1964 tornaven a Mallorca al juliol de 1965. El grup liderat per Kogel tenia en les seves files el baixista Miguel Vicens i el bateria Pablo Sanllehí. Aquesta nova formació va mantenir el nom dels Sonor fins que Manolo Díaz, que havia estat membre dels "vells" Sonor, impressionat per la veu i la personalitat de Mike, en va parlar al mànager i productor francès Alain Milhaud. Milhaud, que era director artístic de Discos Columbia, va acceptar representar-los i va negociar un contracte discogràfic amb la mateixa Columbia. El grup anava a cantar amb cançons escrites pel mateix Díaz.

### Bateig
Sobre l'origen del nom del grup existeixen diverses teories. Una llegenda generalitzada és que Tomás Martín Blanco, al seu programa de ràdio "El Gran Musical", que es feia davant el públic, va decidir buscar-los un nom per votació popular. Van agradar tant que en acabar la seva actuació el públic entusiasmat cridava "Bravo!" i van decidir dir-se "Los Bravos". La versió oficial va ser que al final de l'emissió del programa del 13 de març de 1965 des del teatre Sarsuela, una de les fans va guanyar el concurs perquè se li "va ocórrer" el nom de "Bravos". La veritat, d'acord amb José Ramón Pardo (pàgina 91), és que la discogràfica ja tenia decidit aquest nom des de molt abans, per ser una paraula fàcil d'identificar tant a Espanya com a l'estranger. La primera cançó del grup tenia, curiosament, un títol molt apropiat: "No sé mi nombre" (gravada en anglès amb el títol de "I want a name").

### Guerra amb Los Pasos
D'acord amb Pardo, Los Pasos van entrar a l'estudi per gravar el seu nou disc, "La motocicleta", que els havia escrit Díaz. Per casualitat, aquest també estava a punt de gravar el seu primer disc en solitari, també produït per Milhaud, que li va demanar que prohibís l'edició de la cançó pels Pasos abans que sortís al mercat la versió dels Bravos, ja que la legislació editorial permet a un autor impedir la primera publicació d'una cançó, si bé perd aquest dret una vegada editada per qualsevol artista. Es tracta, segons Pardo, de la primera batalla editorial de la història de la música pop espanyola.
Al final va sortir abans la versió dels Bravos, però Hispavox va reaccionar ràpidament i va inundar ràdios i tendes amb la versió dels Pasos. Finalment la versió dels Bravos va aconseguir imposar-se fins al nombre 1 en les Llistes d'èxit del Pop espanyol.

### "Black Is Black" i altres èxits
El seu major èxit els va arribar el 1966, amb la cançó "Black Is Black", que va ser un èxit internacional (va arribar al #2 de la llista de vendes del Regne Unit i al #4 als Estats Units). Dita cançó va ser versionada al francès i interpretada per Johnny Hallyday amb el nom de "Noir c´est noir". L'altre èxit internacional del grup va ser "I Don't Care" (especialment en el Regne Unit, on va aconseguir el lloc 16 en la llista de vendes).
El 1967 van participar en el XXI Festival de Sanremo amb la cançó italiana "Uno come noi", però no es van classificar per a la final. Altres èxits de la banda van ser "Bring a Little Lovin'" (tema dels australians Easy Beats, que dona títol a la pel·lícula Dame un poco de amor i últim èxit als EUA), "Los chicos con las chicas" ("Down", en la seva versió en anglès) i la ja esmentada "La moto" ("Baby Believe Me" en la seva versió anglosaxona). El seu fulgurant i efímer èxit mundial inclou l'enregistrament d'un jingle per a un anunci de Coca-cola als EUA.

### Tocaven realment en els enregistraments de Londres?
D'acord amb sengles llibres d'Àngel Casas i José Ramón Pardo (pàgina 96) i amb les declaracions dels components del grup, Els Bravos no tocaven els seus instruments en els enregistraments fets a Londres, exceptuant el cas de l'enregistrament de la cançó "La moto", il·legalment realitzada aprofitant un recés fos de l'estudi dels músics contractats. Segons ells, en temes com "Black Is Black" només la veu de Mike i els cors de Toni i de Miguel apareixen en l'enregistrament, mentre que la resta dels instruments van ser gravats per altres músics d'estudi londinencs com a conseqüència i d'acord amb les condicions imposades pels sindicats de músics d'aquella època a Londres. Casas arriba fins i tot a donar més detalls, en afirmar que entre els músics que van intervenir en aquella sessió estava el més tard famós Jimmy Page. A un programa matinal de Ràdio Nacional d'Espanya del 18 d'abril de 2010, el mateix Mike confirmava la participació de Page en "Black Is Black".

### 1969, punt d'inflexió
El 1969 van succeir dos fets que van marcar traumàticament el desenvolupament posterior del grup: el suïcidi de Manolo Fernández i la marxa del grup de Mike Kogel per iniciar la seva carrera en solitari amb un nou nom artístic: Mike Kennedy.
La mort de Manolo va ser especialment tràgica, ja que va ser motivada pel sentiment de culpa després de morir Low Rey, recentment convertida en la seva esposa, en un accident de cotxe en el qual ell era el conductor. Ja havia intentat suïcidar-se en una altra ocasió després de l'accident. Per substituir a l'organista es va decidir fer un muntatge similar al que es va organitzar per donar nom al grup. Es va buscar un nou organista i aquest va debutar amb Els Bravos encaputxat. A més, es va convocar un concurs entre els seguidors del grup: aquell que encertés el nom del nou organista acompanyaria el grup en una gira.
Quant a Michael Kogel, va ser substituït per Bob (Robert) Wright i, més tard, per Anthony Anderson, germà del vocalista del grup Yes, Jon Anderson. Encara que abans van mirar d'integrar-hi en Jesús de la Rosa Luque (futur fundador i compositor del grup Triana (grup de rock)Triana) que fins i tot va cantar dues cançons amb ells, però sent finalment descartat.

### Reunions recents
Los Bravos s'ha reunit en diverses ocasions per a gires i enregistraments de discos. Les reunions del grup que s'han produït des de 1975 fins a 2002 en dues ocasions ha comptat amb la presència de Mike. La primera va ser una reunió l'any 2000 a Santanyí (Mallorca) arran de la preparació del llibre de Guzmán Alonso Los Bravos. Recuerdos de una leyenda. La segona reunió, que abasta des de 2003 fins a 2008, també va comptar amb la presència de Mike al costat de la de Miguel Vicens, Pablo Sanllehí, Fernando Blanco i Francisco Beltrán. A partir de 2010, i fins a l'actualitat, Los Bravos tornen a reunir-se, amb la següent formació: Ari Seur, Toni Díaz, Miguel Vicens i Pablo Sanllehi.

## Membres
Els membres originals van ser:
- Michael Kogel (Berlín, 25-4-1944): veu.
- Antonio Martínez, “Tony” (Madrid, 1944 - Colmenar Viejo, 19-6-1990): guitarra elèctrica.
- Manolo Fernández (Sevilla, 1942- Madrid, 1968): teclats.
- Miguel Vicens (La Corunya, 1943): baix.
- Pablo Sanllehí (Barcelona, 1943): bateria.

## Discografia
- Los Bravos (1966)
- Los chicos con las chicas (1967)
- Dame un poco de amor (1968)
- Ilustrísimos Bravos (1969)
- Los Bravos Forever. Veinte años de historia (1986)

## Filmografia
- Los chicos con las chicas (Javier Aguirre Fernández, 1967).
- ¡Dame un poco de amooor...! (José María Forqué i Francisco Macián, 1968).
- Los locos Bravos.
- Amor y simpatía (Luis Enrique Torán, 1969).
- Los Bravos cantan.
- El Irreal Madrid (Valerio Lazarov, TVE - 1969)

## Versions
- El 2004, el grup de sludge rock malagueny Zeromotriz va incloure en el seu disc Promo 2004 una versió del tema Black Is Black
- El 2000, el grup de rock bilbaí Platero y Tú, va incloure en el seu disc Correos una versió del tema Pero al ponerse al sol.
- El 1995, el grup asturià Ilegales, va gravar en el seu disc El corazón es un animal extraño, una versió del tema "El loco soy yo"
- El 1988, el grup de Heavy Metal Tigres inclou en el seu disc Take it all una versió del tema Black is black
- El 1978, el grup de Heavy Metal Judas Priest inclou en el seu disc Stained Class una versió del tema Better by you, better than me
- El 1979, el productor francès de música disco Alec Constandinos, més conegut com a Cerrone, va incloure en el seu disc Love in C minor, una versió d'aquest gènere de Black is Black